# Grb Rusije
Grb Ruske federacije temelji na grbu Ruskega imperija. Po razpadu Sovjetske zveze je zamenjal grb Sovjetske zveze.
V sredini grba jezdec - Jurij Zmagoslavni s kopjem porazi zmaja. Ta element sovpada z moskovskim grbom. Tri krone odslikavajo imperialno oblast, kakor tudi žezlo in vladarska krona , ki ju dvoglavi orel drži v kremljih. Dve glavi kažeta na državno in cerkveno oblast.
Velja omeniti, da se zaradi obilice imperialnih in religioznih potez v grbu Ruska federacija kaže kot svetovna republika .